# Drechslera wirreganensis
Drechslera wirreganensis är en svampart som beskrevs av Wallwork, Lichon & Sivan. 1992. Drechslera wirreganensis ingår i släktet Drechslera och familjen Pleosporaceae.   Inga underarter finns listade i Catalogue of Life.